# Мавия
Мавия (араб. ماوية‎, Māwiyya; также имя транслитерируется как Маваи, Мавайи, иногда Мания) — арабская царица-воительница, правившая союзом полукочевых арабских племён на юге Сирии во второй половине IV века. С помощью своих войск она подняла восстание против римского правления, войдя во главе своей армии в Финикию и Палестину. После достижения ею границ Египта и её неоднократных побед над римской армией был объявлен мир, причём римляне согласились на поставленные ею условия. Впоследствии римляне обратились к ней за помощью во время нападения готов, и она послала кавалерию для поддержки римских войск.
Она считается «наиболее могущественной женщиной позднего древнеарабского мира после Зенобии». Большая часть информации о ней происходит из ранних, практически современных ей источников, таких как работы Руфина, которые считаются основанными на ныне утерянных записях Геласия Кесарийского. Более поздние авторы представляли её римской христианкой, хотя она была очевидно арабского происхождения и, возможно, изначально была язычницей.

## Биография
Мавия, чьё имя на арабском звучит как Маауийя, происходила из танукидов — объединения слабо связанных между собой арабских племён, которые за век до рождения Мавии мигрировали на север с Аравийского полуострова из-за усиливающегося влияния Сасанидов в Иране. Мужем Мавии был аль-Хавари, последний правитель конфедерации полукочевых арабов-танукидов на юге Сирии во второй половине IV века. В 375 г. он умер, не оставив наследников, и Мавии удалось поднять конфедерацию на восстание против римского правления, под которым находился Левант.
Считается, что восстание имело религиозные причины. После смерти аль-Хавари римский император Валент, поборник арианства, решил проигнорировать просьбы арабов о назначении православного епископа и настоять на назначении арианского епископа. Мавия выдвинулась из Алеппо в пустыню со своими людьми, чтобы заключить союзы с арабами из пустыни и получить поддержку большей части Аравии и Сирии, таким образом готовясь к борьбе против римлян. Неясно, была ли Мавия христианкой на тот момент. Некоторые историки утверждают, что во времена своих воинских подвигов она повстречала монаха-аскета, который произвёл на неё такое впечатление, что она обратилась в православие. Однако все сходятся на том, что назначение этого монаха епископом для её народа было условием, которое она выдвигала для любых перемирий с Римом.

## Подробности восстания
Весной 375 г. н. э. Мавия начала крупное восстание против центрального правления, которое часто сравнивают с аналогичным бунтом Зенобии, произошедшим на век раньше. Её войска, которые она часто возглавляла лично, вошли в Аравию и Палестину и достигли границ Египта, многократно нанося поражения римским силам. Так как она и её танукиды оставили Алеппо и использовали пустыню в качестве своей базы, римляне остались без постоянной цели для нанесения ударов возмездия. Высокомобильные отряды Мавии, используя классическую тактику партизанской войны, совершали множество нападений и препятствовали попыткам римлян подавить восстание.
Мавия и её войска доказали преимущество над римскими силами и в открытом бою. Благодаря столетнему опыту сражения с римлянами они были знакомы с римской тактикой. В Палестине и Финикии они легко наносили поражения силам римского правителя, которые были посланы первыми для подавления восстания. Мавия пользовалась одобрением горожан из этого региона, которые поддерживали её намерения. Казалось, будто бы весь римский Восток собирался отделиться под началом Мавии и подчиняющихся ей арабов.
Для встречи с войсками Мавии в открытом бою была послана следующая армия под предводительством самого римского военного начальника Востока. Мавия, лично предводительствовавшая своими силами в бою, показала, что она является не только искусным политическим лидером, но и сильным тактиком. В её армии, применяющей римские техники и собственные традиционные методы ведения боя, была высокомобильная кавалерия, использовавшая копья, наносящие смертельные удары. Римляне были побеждены, и это был не первый раз, когда они терпели поражение от женщины. В этот раз они не могли позвать на помощь местные силы, как было в случае восстания Зенобии, потому что теперь они сражались против тех же танукидов, которые в прошлый раз поддержали их. Валенту ничего не оставалось, кроме как просить о мире.

## С точки зрения церковных историков
Церковные историки описывают подвиги Мавии, уделяя особое внимание условию перемирия, к которому она вынудила римлян. Это условие считается важным шагом для распространения христианства в Леванте. Например, Руфин пишет:
Мавия, царица сарацин, начала опустошать селения и города на границе Палестины и Аравии кровопролитной войной и разорять соседние провинции. Она одержала несколько побед над римской армией, погубила многих и обратила оставшихся в бегство, и её попросили о мире, который она объявила на условии уже заявленном: чтобы монах Моисей был назначен епископом для её народа.
Сократ Схоластик пишет о тех же самых событиях и отмечает, что Моисей, «сарацин по происхождению, ведший монашескую жизнь в пустыне», стал «широко известен благодаря своему благочестию, вере и чудесам». Он предположил, что Мавия «очень хотела, чтобы этот человек был назначен епископом для её народа, и пообещала прекратить войну при выполнении этого условия». Также Сократ отметил твёрдое решение Мавии о заключении мира, подтверждающееся браком дочери Мавии и главнокомандующего римской армии Виктора.
Созомен, в чьих текстах её имя записано как «Мания», приводит даже больше подробностей о ней, описывает её правление, историю её народа («сарацин»). Он пишет, что они являются измаильтянами, происходящими от сына Агари, наложницы Авраама, и что они называют своих детей в честь Сарры, чтобы не считаться потомками Агари и следовательно рабами. О сражении с «Манией, которая лично командовала своими войсками», он пишет, что оно было «тяжёлым» и «опасным», а также что командующий всей кавалерией и пехотой Востока «едва спасся» с поля боя при помощи командующего войсками Палестины и Финикии.

## После восстания
Моисей стал первым епископом арабов арабского же происхождения. На римском Востоке начала формироваться арабская церковь, в которую стали вступать танукиды Месопотамии. Мавия попыталась вернуть танукидам статус союзников и привилегии, которые у них были до правления Юлиана. В конце войны дочь Мавии, принцесса Шазидат, для скрепления союза вышла замуж за командующего римской армией Виктора. Таким образом, Мавия принесла арабам мир, но длился он недолго.
Выполняя условие мира, Мавия послала свои войска во Фракию, поддержав римлян в войне с готами. Её войска оказались не так эффективны на чужой территории, и готы отбросили римлян к Константинополю, при этом убив императора Валента. Остатки войск Мавии вернулись на родину изрядно потрёпанными. Новый император, Феодосий I, проявлял благосклонность к готам в ущерб арабам, давая первым высокие посты. Продемонстрировавшие ранее свою лояльность арабы восприняли это как предательство и подняли ещё одно восстание в 383 г. н. э. Это восстание было быстро подавлено, и танукидо-римский союз прекратил своё существование навсегда, когда Рим стал искать расположения другого племени — Салих.
Неизвестно, предводительствовала ли Мавия вторым восстанием, так как об этом нет упоминаний. Известно, что она умерла в Анасарте (Anasartha) восточнее Алеппо, в самом центре племенной территории танукидов. Там есть запись о дате смерти — 425 г. н. э.

## Сравнение с Зенобией
Многие современные учёные рассматривают историю Мавии в контексте истории арабских цариц-воительниц, которые предшествовали ей. Самая известная среди них — Зенобия. Так, Ирфан Шахид отмечает, что армии обеих цариц дошли до одного и того же водного пути, разделяющего Азию и Европу, а Мавия даже пересекла Босфор. Отмечая отсутствие любых упоминаний о Мавии в трудах Зосима, который был знаком с работами Созимена и Сократа, Шахид делает вывод, что этот пробел был допущен намеренно: все описываемые события противоречат идее Зосима о разрушительном влиянии христианизации и варваризации, которые он связывал с реформами Константина I. Шахид пишет: «Разницу между историями двух арабских цариц, из которых первая принадлежала к миру III в. и была язычницей, враждебной Риму, а вторая жила в новом мире IV в. и была лояльной к Риму христианкой, можно объяснить только удачей эксперимента, проведённого Константином».